# Kara Hayward
Kara Hayward (Andover, 1998. november 17. –) amerikai színésznő.

## Élete és pályafutása
Gyerekszínészként a Holdfény királyság című 2012-es filmben debütált, mellyel Young Artist Awardra jelölték.
Kilencéves kora óta Mensa-tag.

## Filmográfia

### Film
| Év   | Magyar cím               | Eredeti cím             | Szerep          | Magyar hang     |
| ---- | ------------------------ | ----------------------- | --------------- | --------------- |
| 2012 | Holdfény királyság       | Moonrise Kingdom        | Suzy Bishop     | Károlyi Lili    |
| 2014 |                          | The Sisterhood of Night | Emily Parris    |                 |
| 2015 |                          | Quitters                | Etta            |                 |
| 2015 |                          | Fan Girl                | Jamie           |                 |
| 2016 | A régi város             | Manchester by the Sea   | Silvie McCann   | Csuha Borbála   |
| 2016 |                          | Paterson                | diáklány        |                 |
| 2018 | Kutyák szigete           | Isle of Dogs            | Ibolya (hangja) |                 |
| 2019 | A csillagokig            | To the Stars            | Iris Deerborne  | Csuha Borbála   |
| 2019 | Mi                       | Us                      | Nancy / Syd     |                 |
| 2020 |                          | GigiBoy (rövidfilm)     | Gigi            |                 |
| 2020 | Társadalmi dilemma       | The Social Dilemma      | Cassandra       |                 |
| 2020 |                          | Drunk Bus               | Kat             |                 |
| 2022 | Slayers – Vámpírvadászok | Slayers                 | Flynn Chambers  | Magyar Viktória |

### Televízió
| Év   | Magyar cím                               | Eredeti cím                       | Szerep       | Megjegyzések |
| ---- | ---------------------------------------- | --------------------------------- | ------------ | ------------ |
| 2013 | Esküdt ellenségek: Különleges ügyosztály | Law & Order: Special Victims Unit | Rachel Burns | 1 epizód     |
| 2013 | A nagy svindli                           | White Collar                      | Bee Wolcott  | 1 epizód     |
| 2017 |                                          | Haters Back Off                   | Amanda       | 5 epizód     |
| 2022 | Üvöltés                                  | Roar                              | Millie       | 1 epizód     |

## Fordítás
- Ez a szócikk részben vagy egészben  a   Kara Hayward című angol Wikipédia-szócikk ezen változatának fordításán alapul.  Az eredeti cikk szerkesztőit annak laptörténete sorolja fel. Ez a jelzés csupán a megfogalmazás eredetét és a szerzői jogokat jelzi, nem szolgál a cikkben szereplő információk forrásmegjelöléseként.